# 中国铁路C50型敞车

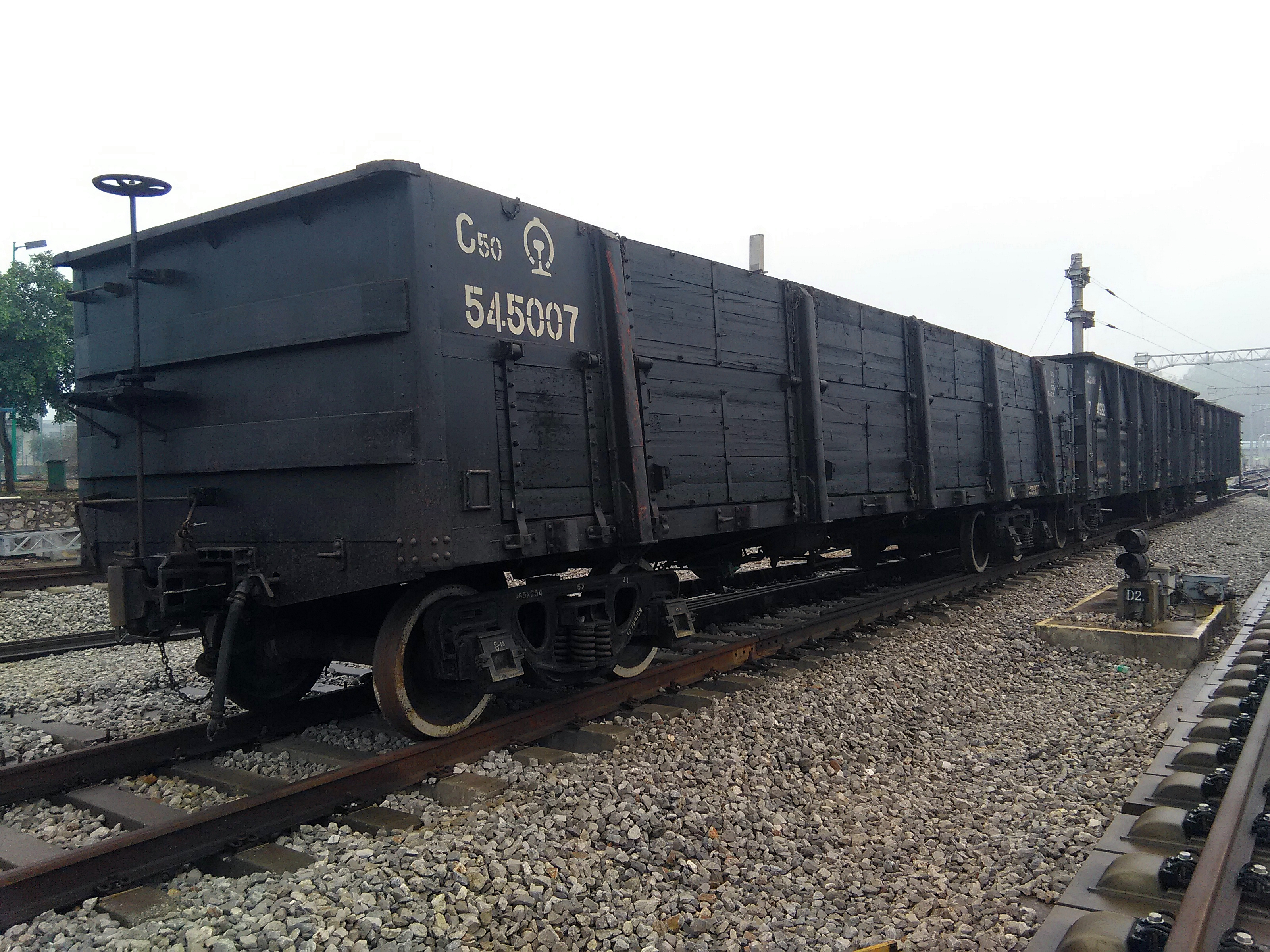
保存于柳州铁道职业技术学院的C_{50} 545007

C50型敞车是一款曾经服役于中国铁路的敞车。其特点是车身侧墙大量地使用木质挡板。此型号敞车曾经大量地使用过，一直使用到20世纪90年代。

## 历史
为提高敞车的载重吨位，1952年中国设计了载重为50吨的C50型敞车，自1953年试制并投产直到1976年，共计生产月35000辆，是当时敞车中的主型车。在长达24年的生产期间内，C50型敞车作过多次修改设计，各工厂生产的车也因各自工艺的不同而有差别。

## 技术数据
- 载重: 50 t
- 自重: 18.8 t
- 容积: 57.2 m³
- 换长: 1.3

## 车辆保存
- C50 567622，保存于中国铁道博物馆。
- C50 545007，保存于柳州铁道职业技术学院